# Apollo 12
Apollo 12 var det sjätte bemannade och det tolfte delprojektet i Apolloprogrammet. Apollo 12 var det andra bemannade rymdskeppet som landade på månen efter det berömda uppdraget Apollo 11.
Farkosten sköts upp med en Saturn V-raket från Kennedy Space Center den 14 november 1969. Charles Conrad och Alan Bean landade på månen den 19 november 1969. Efter att ha tillbringat ungefär 18 timmar på månen, påbörjade man resan tillbaka till jorden. Den 24 november 1969 landade man i Stilla Havet.

## Uppdrag
Apollo 12 hade som uppdrag att återföra vissa delar från Surveyor 3, en obemannad rymdsond som landat på månen i april 1967 och man ville därför se hur månens omgivning hade påverkat månsonden. Dessutom tog man med sig 34 kg månmaterial.

## Besättningen
- Charles P. Conrad, befälhavare
- Richard F. Gordon, pilot, kommandomodulen
- Alan L. Bean, pilot, månlandaren

## Bilder

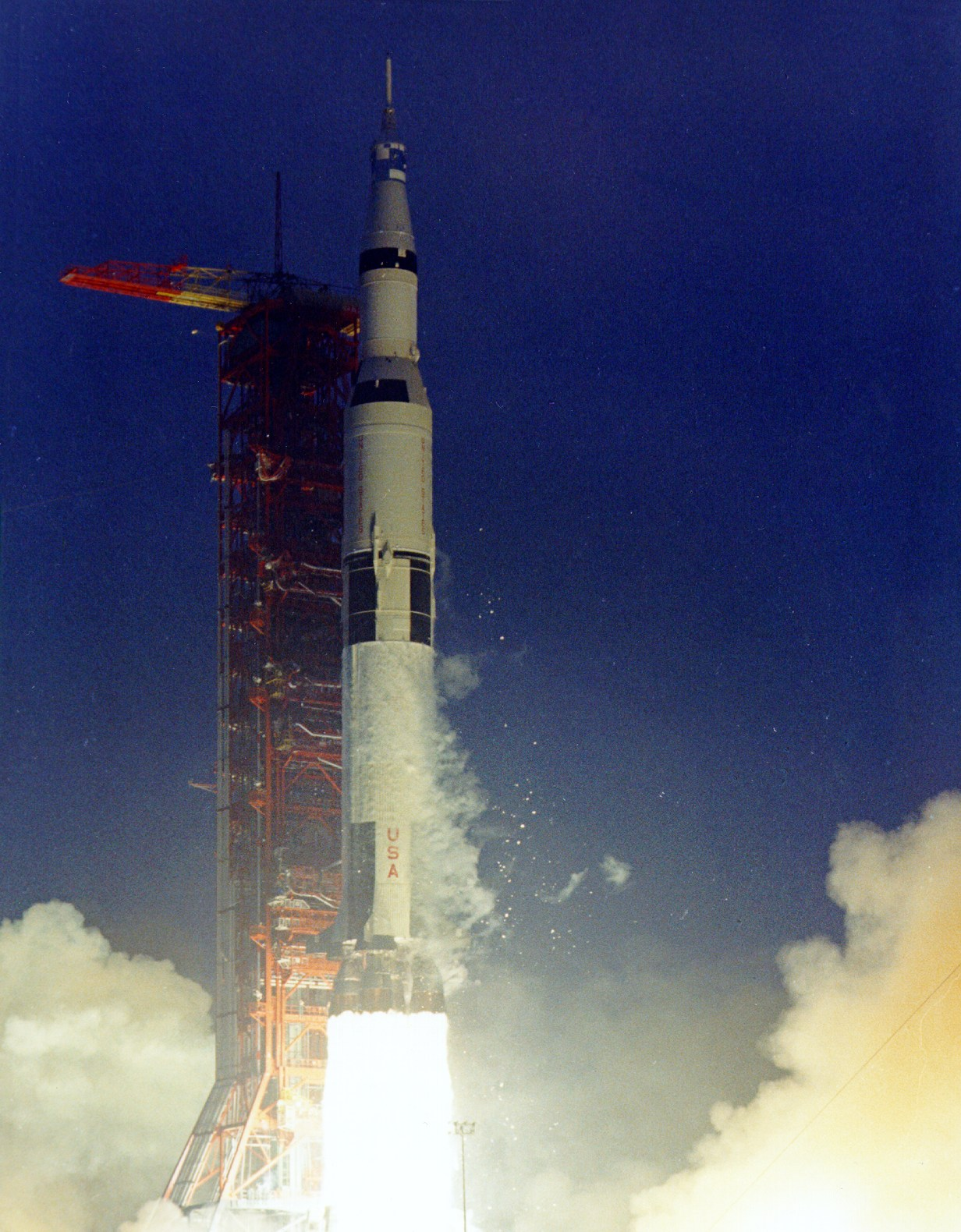
Uppskjutningen
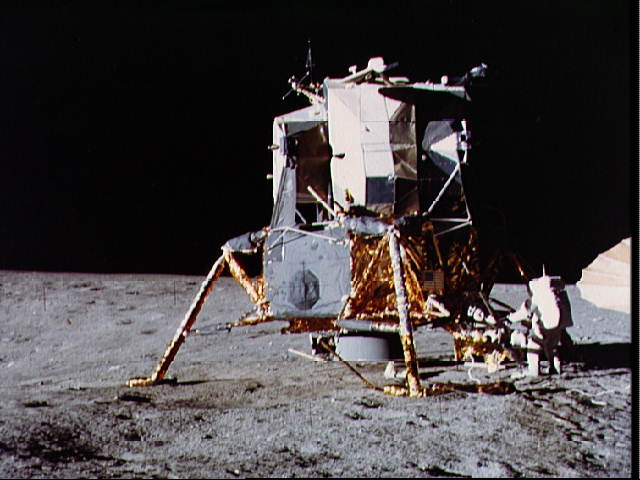
Månlandaren Intrepid
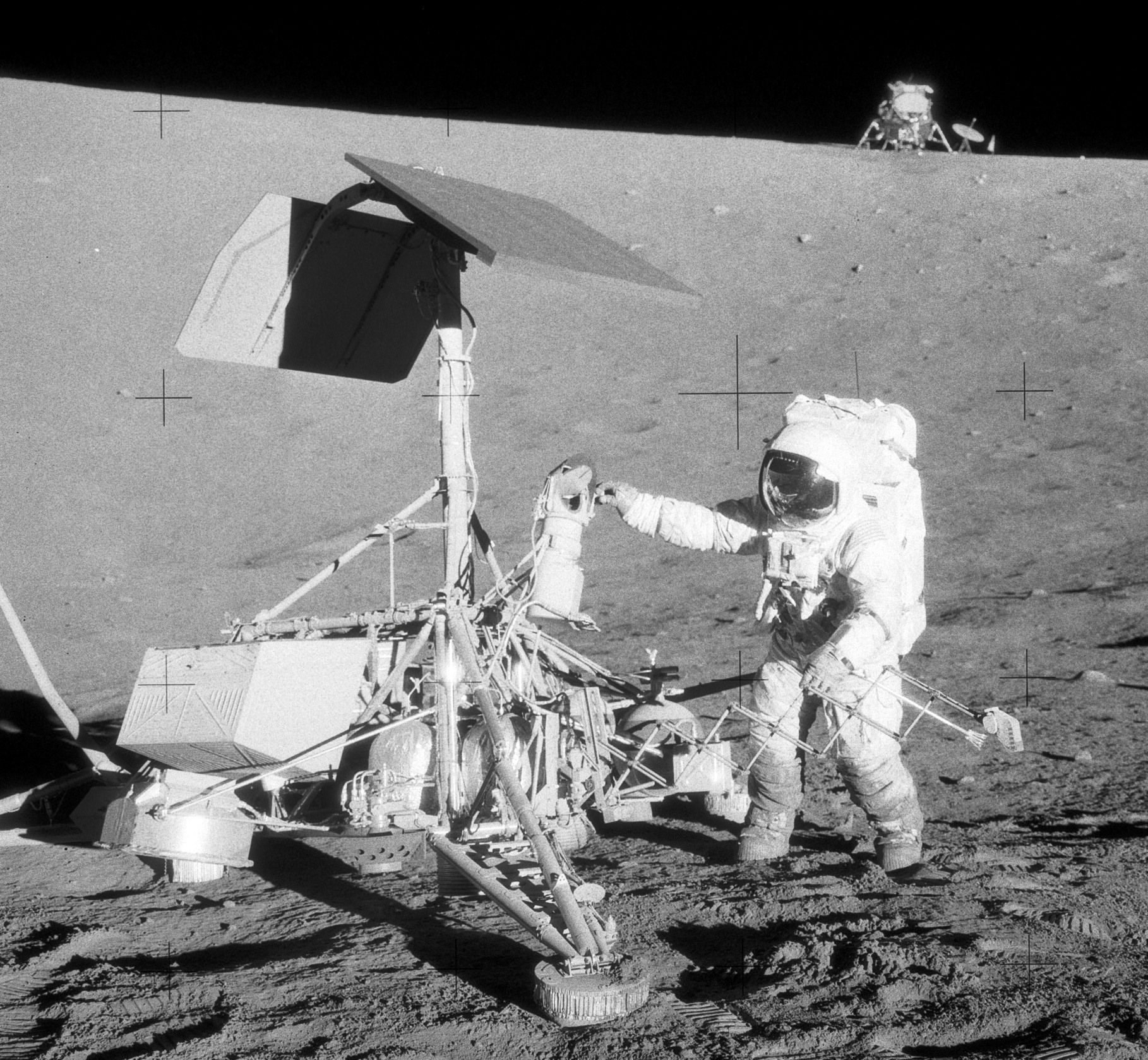
Conrad vid Surveyor 3 med Intrepid i bakgrunden
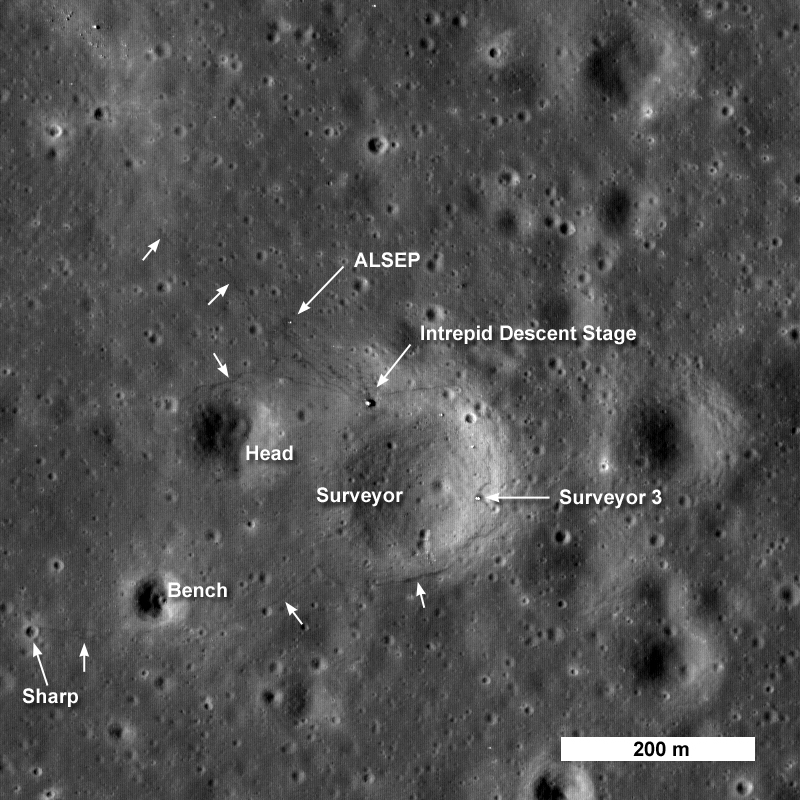
Landningsplatsen sedd ovanifrån. Bilden tagen av LRO 2009

### Fotnoter
1. ↑  ”NASA Space Science Data Coordinated Archive” (på engelska). NASA. https://nssdc.gsfc.nasa.gov/nmc/spacecraft/display.action?id=1969-099A. Läst 27 mars 2020.
2. ↑  ”NASA Space Science Data Coordinated Archive” (på engelska). NASA. https://nssdc.gsfc.nasa.gov/nmc/spacecraft/display.action?id=1969-099C. Läst 27 mars 2020.